# 朱鎬昌
朱鎬昌，是中國清朝官員，於1770年擔任南投縣丞，主要從事南投之管理事務，品等約為七品以下。
| 前任： 禮思鵬 | 南投縣丞 1770年上任 | 繼任： 王廷璧 |